# Frederick Gye
Frederick Gye fils (1810-1878) est un homme d'affaires et directeur d'opéra anglais qui dirige pendant de nombreuses années ce qui est aujourd'hui le Royal Opera House, de Covent Garden.

## Biographie
Gye, fils de Frederick Gye (père), est né à Finchley, Middlesex, en 1810, et a fait ses études à Francfort-sur-le-Main. Il a aidé son père dans la gestion des jardins de Vauxhall à partir de 1830 environ, et à la même période avait un contrat pour l'éclairage de certains bâtiments gouvernementaux. Il fut ensuite associé à Louis Antoine Jullien dans les concerts de la promenade de Convent Garden en 1846, et fut son directeur par intérim lorsque Jullien crée dans le Drury Lane Theatre, un opéra anglais en 1847.
Quand Edward Delafield devient locataire de l'Opéra italien, Covent Garden, en 1848, Gye est nommé directeur commercial. Le 14 juillet 1849, Delafield est déclaré en faillite ; Gye, en collaboration avec les artistes, continue l'aventure pour le reste de la saison sous la forme d'entreprise par actions. En septembre 1849, il obtient un mandat de sept ans et reçoit un salaire de 1 500 £ par an en tant que gérant. Le 24 juillet de cette année, il produit Le prophète de Meyerbeer, qui ne connait pas le succès.
En 1851, le répertoire de l'opéra de Covent Garden comprend trente-trois opéras, dont trois de Meyerbeer. Le 9 août, Sappho de Gounod est joué, le premier opéra de ce compositeur créé en Angleterre, mais c'est un échec. Johanna Wagner, une prima donna allemande, rompant son contrat avec Benjamin Lumley en 1852, s'engage à chanter chez Gye. Des poursuites judiciaires s'ensuivent et la Cour du Banc de la Reine, le 20 février 1853, rendit un jugement en faveur de Lumley, mais sans dommages et intérêts.
En 1853, Rigoletto de Verdi et Benvenuto Cellini de Berlioz y sont donnés pour la première fois en Angleterre. Covent Garden connait maintenant le succès, avec de bons opéras, et les meilleurs artistes, et Michael Costa comme chef d'orchestre, attirant un public payant ; mais le 5 mars 1856, la maison est détruite par un incendie. Gye reçoit 8 000 £ des assurances pour le bâtiment, évalué à 40 000 £.
L'opéra au cours des saisons de 1856 et 1857, à partir du 15 avril 1856, a lieu au Lyceum Theatre, où pour sa première saison quarante opéras sont donnés et annoncés comme étant sous la direction de Gye. Les locataires et les propriétaires de Covent Garden se trouvant dans l'incapacité de réunir l'argent pour reconstruire ce théâtre, Gye lève des fonds et engage sa responsabilité sur les 120 000 £, somme nécessaire pour une nouvelle structure. L'opéra, d'après les plans d' Edward Middleton Barry, R.A., est bâti et achevé en une courte période de six mois.
En 1857, Gye reçoit un nouveau bail foncier du duc de Bedford pour quatre-vingt-dix ans à un loyer de 850 £ par an, et ouvre la salle le 15 avril 1858, avec l'opréra cosmique Martha de Friedrich von Flotow. L'année suivante, Dinorah (Le Pardon de Ploërmel) de Giacomo Meyerbeer est ajouté au répertoire. En 1860, des concerts sont donnés dans le Floral Hall nouvellement construit, attenant au marché de Covent Garden. L'événement notable de 1861 est l'apparition le 14 mai d'Adelina Patti dans le rôle d'Amina dans La Sonnambula de Vincenzo Bellini. En 1863, Pauline Lucca se produit pour la première fois, mais elle ne devient connue qu'en 1865, lorsqu'elle revient jouer Selika dans L'Africaine. Gye n'a pas vraiment apprécié le Faust de Gounod, refusant encore et encore de le monter jusqu'à ce que ce dernier soit obligé de le faire, pour son grand succès, au Her Majesty's Theatre en 1863.

Une tentative est faite en 1865 pour fusionner ce dernier avec Covent Garden pour donner le Royal Italian Opera Company, Limited, où Gye devait avoir une part de 270 000 £  mais le projet n'aboutit pas. En 1869, cependant, les deux établissements sont réunis sous la direction de Gye, et une saison débutant le 30 mars laissa un bénéfice de 22 000 £. Mapleson, le gérant de Her Majesty's, et Gye rompent leur partenariat à l'automne 1870, quand on apprend qu'il y a eu une hypothèque de 150 000 £ sur Covent Garden. Gye a de nombreux litiges entre 1861 et 1872 avec Brownlow William Knox, son partenaire dans l'opéra italien, qui déposa un recours contre lui auprès de la Cour de la Chancellerie (le 20 mars 1861) pour dissoudre la société et accéder aux liquidités. L'action fut finalement réglée en faveur de Gye par un jugement de la Chambre des lords le 8 juillet 1872.

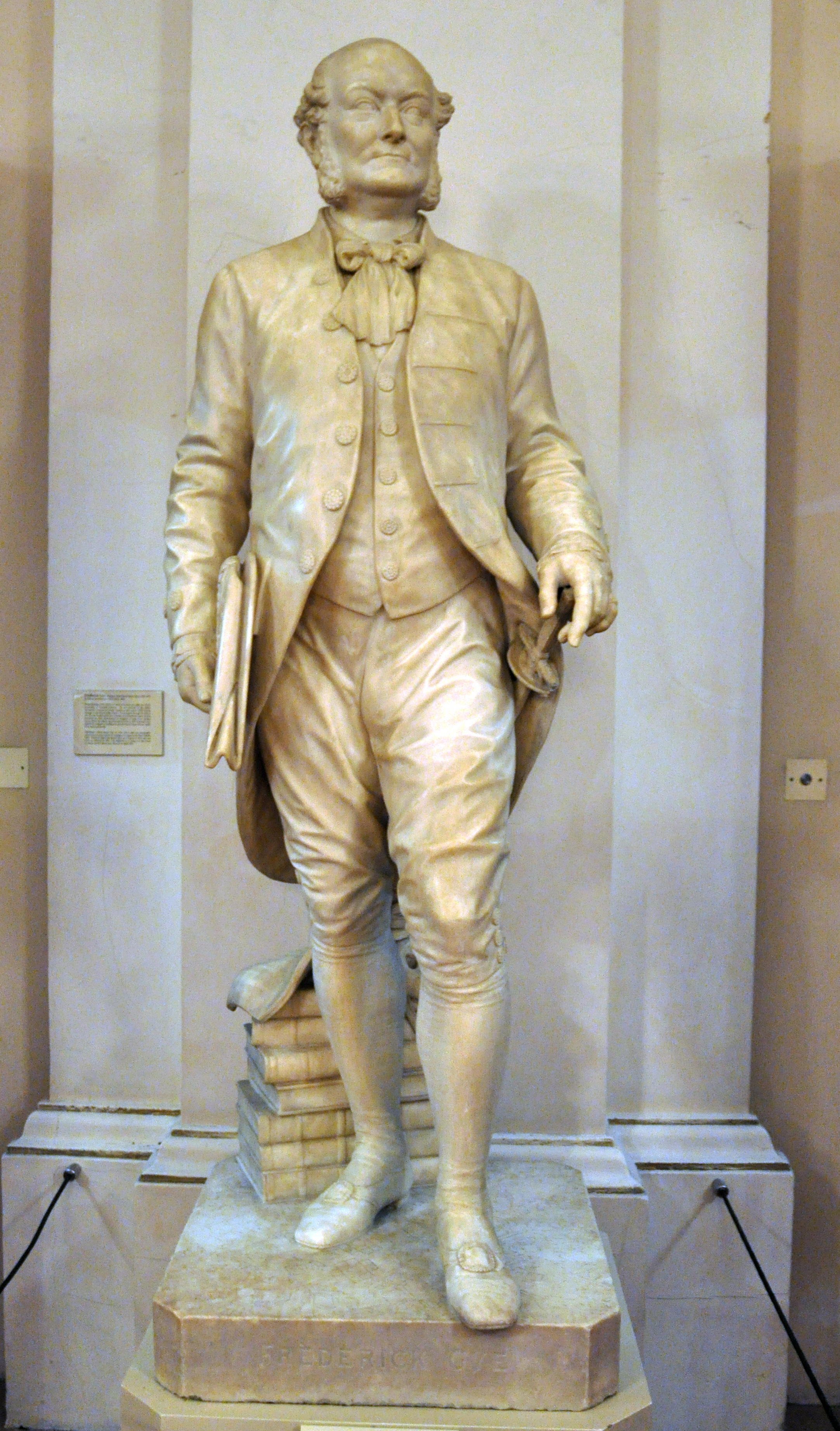
Statue de Frederick Gye, par le Comte Gleichen, 1880 (au Royal Opera House, Covent Garden)

En 1871, le Royal Italian Opera rentre dans une période de prospérité qui durera jusqu'à la mort de Gye. Pendant ce temps, les bénéfices augmentent de 15 000 £ par an, malgré l'augmentation des salaires des artistes et d'autres dépenses importantes. Emma Albani, future épouse d'Ernest, le fils ainé de Frederick Gye, fait ses débuts en 1872 et, l'année suivante, s'impose pleinement sur scène. En 1874, quatre-vingt-et-une représentations des trente-et-un opéras de treize compositeurs sont donnés. En 1875, Gye, découvrant qu'il y a un goût croissant pour la musique de Wagner, produit Lohengrin, en 1876, Tannhäuser et Il Vascello Fantasma (Der Fliegende Holländer avec les paroles traduites en italien).
Au cours de sa dernière saison, en 1878, les nouveautés furent Alma de Flotow et Paul et Virginie de Victor Massé .
Le 27 novembre 1878, Gye est abattu accidentellement alors qu'il est invité à Ditchley Park, siège du Vicomte Dillon dans l'Oxfordshire. Il meurt de ses blessures, le 4 décembre 1878 et est inhumé au cimetière Norwood le 9 décembre.
Dans l'ensemble, sa gestion du plus grand établissement de ce genre en Europe était honorable pour lui-même et avantageuse pour ses nombreux clients, et, bien que sa connaissance de la musique soit très limitée, ses compétences commerciales étaient grandes. Il était probablement de loin le directeur le plus prospère de tous les établissements d'opéra qui ont existé en Angleterre. Le 5 novembre 1878, il breveta une nouvelle lampe électrique, avec laquelle il proposa d'éclairer l'opéra.
Gye a épousé le 12 mars 1834, Elizabeth Hughes avec qui il a de nombreux enfants. Par testament, il laissa l'ensemble de ses biens, comprenant le Covent Garden Theatre et le Floral Hall, à ses enfants, la direction revenant à Ernest Gye et à l'un de ses frères.